# Bionext
Bionext is de Nederlandse ketenorganisatie voor biologische landbouw en voeding. De organisatie zet zich in voor meer biologische landbouw en voeding in Nederland. Bionext zorgt voor de belangenbehartiging van biologisch op het gebied van wetgeving, onderzoek, publiciteit en marktontwikkeling. Dit door middel van evenementen, campagnes, (inter)nationale kennis- en onderzoeksprojecten en vakbeurzen. De organisatie is in 1992 opgericht en was voorheen bekend als Biologica. Bionext is gevestigd in Ede.

## Activiteiten
Bionext verbindt de biologische keten van boer tot bord. Dit doet de organisatie onder andere met campagnes. Een voorbeeld is ‘Bio Lekker Voor Je’, een consumentencampagne om het EU-biologisch keurmerk (‘het groene blaadje’) bekender te maken. Naast deze consumentencampagne doet Bionext nationale en internationale projecten op verschillende thema’s zoals biodiversiteit, dierenwelzijn, eerlijke prijzen, plantgezondheid, klimaat en voedselzekerheid.
Sinds 2015 organiseert Bionext jaarlijks de Biobeurs, een vakbeurs voor de gehele biologische sector. Hier komen verschillende mensen uit de biologische landbouw en voedingsketen samen om met en van elkaar te leren over de sector. De Biobeurs vindt vanaf 2022 voor het eerst plaats in de Brabanthallen. Jaarlijks trekt de Biobeurs zo’n 10.000 bezoekers

## Organisatie
Bij Bionext werken ongeveer 25 medewerkers. Bionext is een coöperatie. De drie verenigingen die samen Coöperatie Bionext vormen zijn: Biohuis (vereniging van biologische boeren en tuinders), BioNederland (vereniging van handel- en verwerkingsbedrijven) en de Biowinkelvereniging (vereniging voor biologische speciaalzaken).  Bionext voert ook werkzaamheden uit voor Stichting EKO-keurmerk, eigenaar van het EKO-keurmerk.

## Internationale beweging
Bionext werkt veel samen met IFOAM, de 'International Federation of Organic Agriculture Movements', opgericht in 1972. IFOAM Organics Europe (IFOAM OE) is het internationale samenwerkingsverband van de biologische sector, waarin alle EU-landen vertegenwoordigd zijn. Bionext-projectleider Marian Blom is vice-voorzitter van het bestuur van IFOAM OE. Bionext-projectleider Gerdine Kaptijn is raadslid bij IFOAM OE. De IFOAM is niet alleen een belangrijke partner bij de uitwerking van de nieuwe Europese biologische wetgeving, maar ook in de uitwerking van een nieuw Gemeenschappelijk Landbouw Beleid (GLB).
De Engelse equivalent van Bionext is de Soil Association, Vlaanderen kent Bioforum, de VS kent onder andere het Rodale Institute en de Organic Consumers Assocation. De internationale beweging kwam op in het begin van de 20e eeuw, als reactie op de introductie van kunstmest en pesticiden in de begindagen van industriële landbouw. Lange tijd bestond de beweging uit vele geïsoleerd opererende splintergroepen. Sinds biologische landbouw en voeding in de jaren 80 werd vastgelegd in de Europese wetgeving, is er een complete nieuwe economische sector uit voortgekomen.